# Géographie de l'Orne
Le département de l'Orne doit son nom au fleuve qui prend sa source à Aunou-sur-Orne, près de Sées.
Le département est borné au nord par le Calvados, au nord-est par l'Eure, au sud-est par l'Eure-et-Loir, au sud par la Sarthe et la Mayenne et à l'ouest par la Manche.
Il forme avec le Calvados et la Manche l'ancienne région Basse-Normandie. C'est le seul département normand à ne pas avoir accès à la mer.
| \| 25 km1:831 000 Capitale nationale Capitale régionale Préfecture de département Sous-préfecture Autres villes ou villages \| Calvados Manche Mayenne Sarthe Eure-et-Loir Eure Signal d'Écouves · 413 m Alençon Argentan Mortagne-au-Perche Athis-de-l'Orne Condé-sur-Sarthe Damigny Domfront Flers Gacé La Ferté Macé L'Aigle Saint-Georges-des-Groseillers Saint-Germain-du-Corbéis Sées Tinchebray Vimoutiers |
| 25 km1:831 000 Capitale nationale Capitale régionale Préfecture de département Sous-préfecture Autres villes ou villages |

| 25 km1:831 000 Capitale nationale Capitale régionale Préfecture de département Sous-préfecture Autres villes ou villages |

| \| 25 km1:831 000 Capitale nationale Capitale régionale Préfecture de département Sous-préfecture Autres villes ou villages \| Calvados Manche Mayenne Sarthe Eure-et-Loir Eure Signal d'Écouves · 413 m Alençon Argentan Mortagne-au-Perche Athis-de-l'Orne Condé-sur-Sarthe Damigny Domfront Flers Gacé La Ferté Macé L'Aigle Saint-Georges-des-Groseillers Saint-Germain-du-Corbéis Sées Tinchebray Vimoutiers |
| 25 km1:831 000 Capitale nationale Capitale régionale Préfecture de département Sous-préfecture Autres villes ou villages |

| 25 km1:831 000 Capitale nationale Capitale régionale Préfecture de département Sous-préfecture Autres villes ou villages |

## Superficie
- L'Orne s'étend sur 6 103 km2
- La commune la plus étendue est Ceton avec 59,39 km2. Le Mêle-sur-Sarthe est la commune la moins étendue : 0,62 km2.

## Cours d'eau
De nombreuses rivières et fleuves prennent leurs sources sur ce territoire.
- Au nord, les rivières et fleuves s'écoulent vers la Manche :
  - La Dives.
  - L'Orne.
  - La Rouvre.
  - La Touques.
  - La Vie …
  - … au nord encore, l'Eure, la Risle, l'Iton et l'Avre s'écoulent vers la Seine.

- Au sud, les rivières s'écoulent vers la Loire puis l'Atlantique :
  - L'Huisne.
  - L'Hoëne.
  - La Jambée.
  - La Mayenne.
  - La Sarthe.
  - Le Sarthon.
  - La Varenne.
  - La Villette.

## Altitude
- Le point culminant se situe à 413 mètres au signal d'Écouves.
- À l'ouest, le département appartient au Massif armoricain, et l'est au Bassin parisien.

## Espaces naturels
- Les gorges de Villiers à Saint-Patrice-du-Désert.
- Le marais du Grand Hazé à Briouze. 200 hectares, la plus grande zone marécageuse de l'Orne.
- Le coteau de la Bandonnière à Longny-au-Perche. Une faune et une flore insolites : l'ophrys araignée, thym, mantes religieuses.
- Les Petits Riaux à La Lande-de-Goult. Tourbière en forêt d'Écouves.
- Le camp de Bierre à Merri. Site archéologique, il a été construit sur un éperon de grès armoricain vers 850 av. J.-C..
- La roche d'Oëtre à Saint-Philbert-sur-Orne. Dans le sud de la Suisse normande, escarpement rocheux surplombant les gorges de la Rouvre.
- Le coteau de la Butte à Courménil. Orchidées et papillons remarquables.

Paysages de l'Orne :
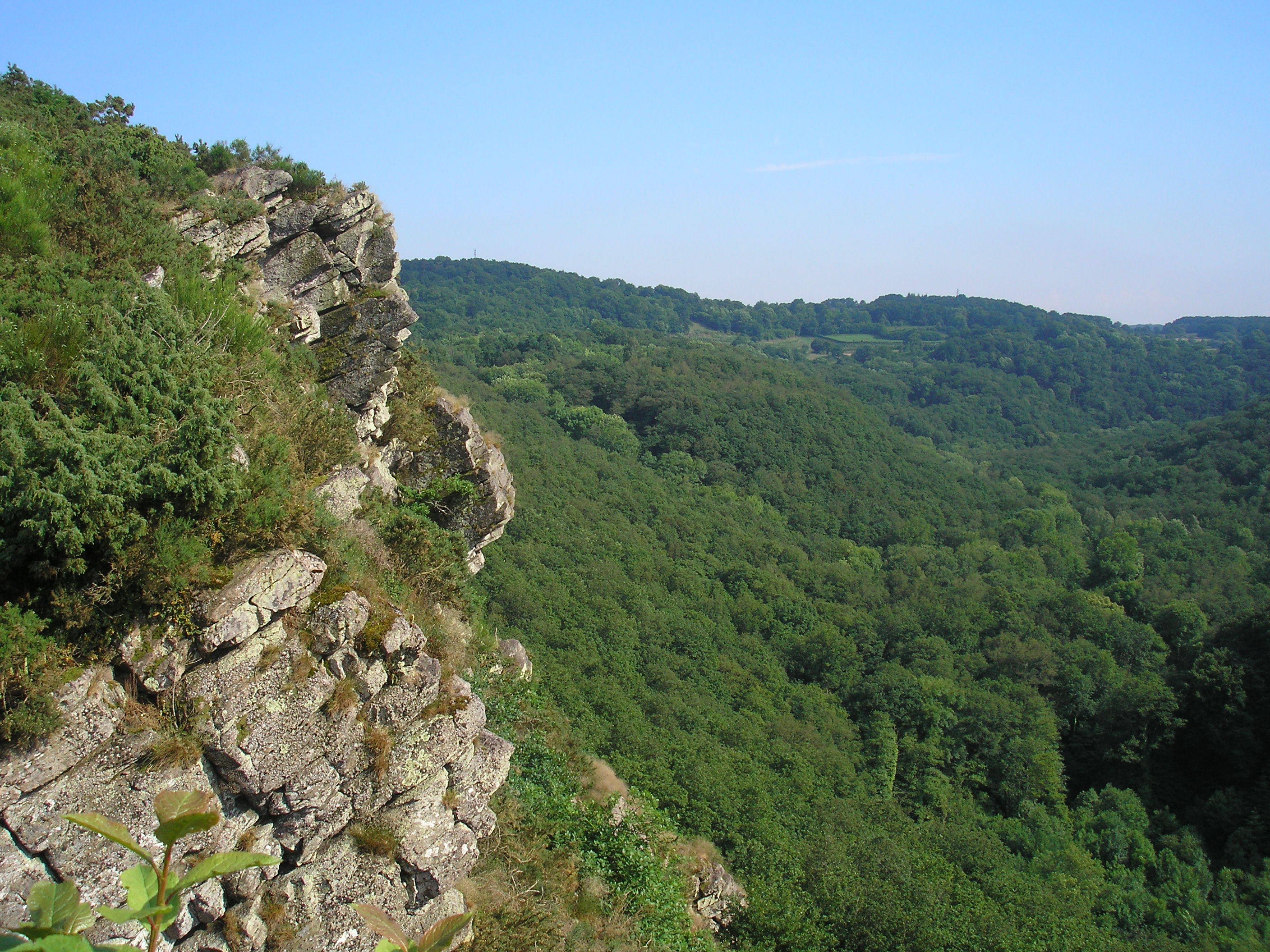
La Roche d'Oëtre est un des lieux les plus touristiques de la Suisse normande, dans le nord-ouest.
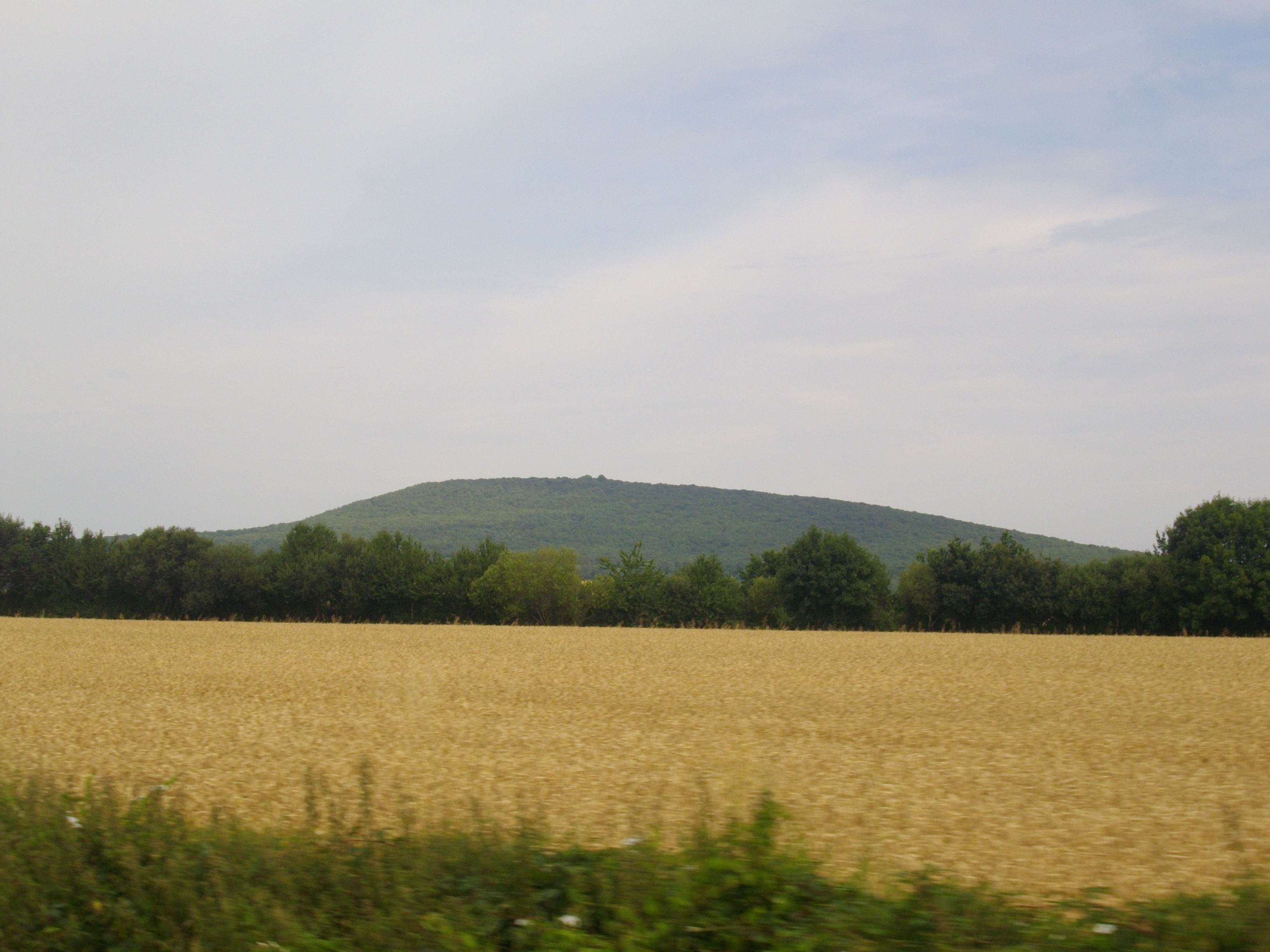
La butte Chaumont, dans le sud.
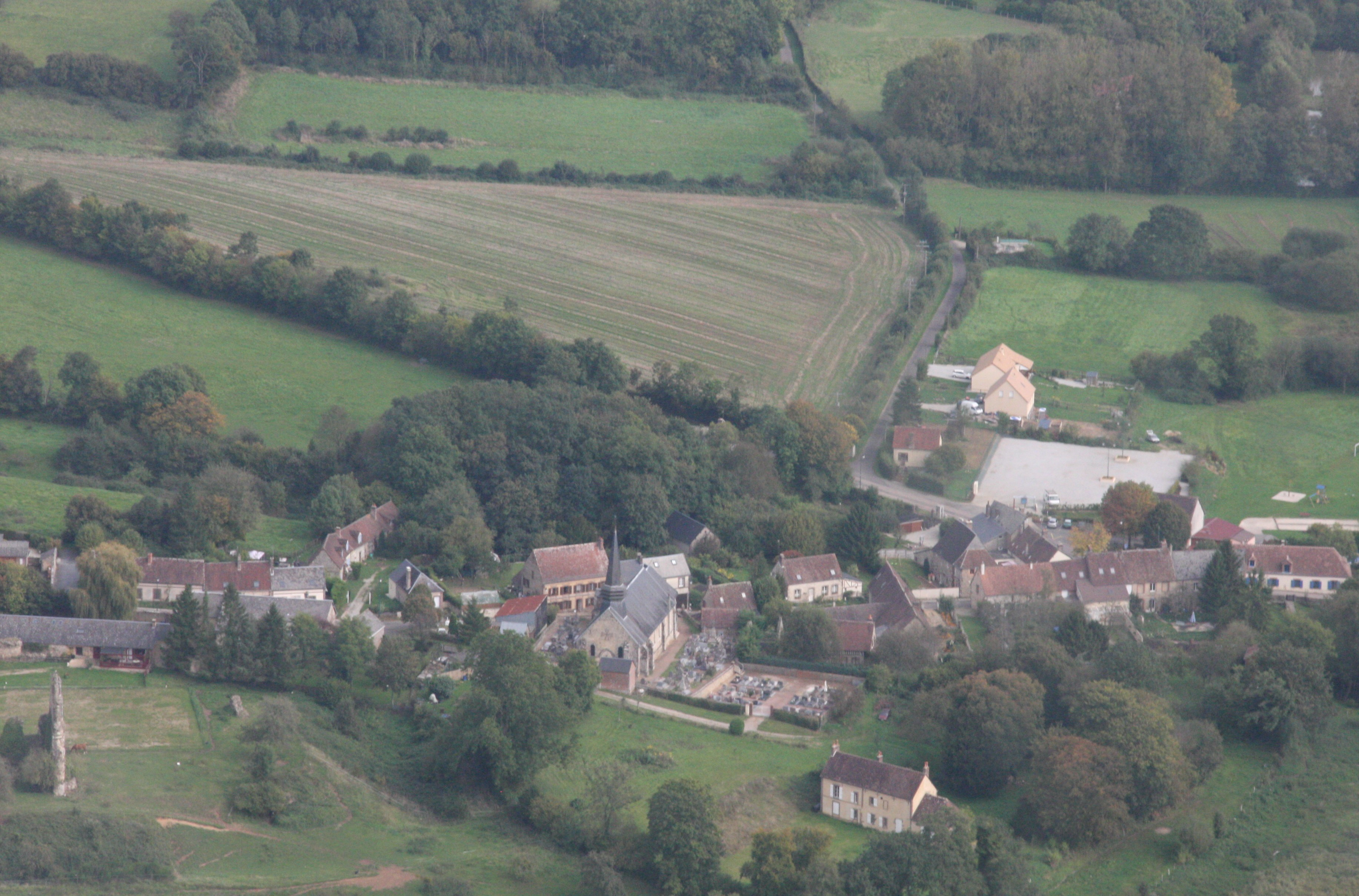
Bonsmoulins, dans l'ouest.